# Kotawiec zielonosiwy
Kotawiec zielonosiwy, koczkodan zielony, koczkodan zielonosiwy (Chlorocebus aethiops) – gatunek ssaka naczelnego z podrodziny koczkodanów (Cercopithecinae) w obrębie rodziny koczkodanowatych (Cercopithecidae).  

## Zasięg występowania
Kotawiec zielonosiwy występuje w północno-wschodniej Afryce na wschód od Nilu Białego, w Erytrei, Etiopii (na południe od rzeki Omo i na wschód aż do Rift Valley), w Dżibuti, południowo-wschodnim Sudanie (od Chartumu na północy do Mongalli na południu) i wschodnim Sudanie Południowym; być może zamieszkuje południowy Egipt.

## Taksonomia
Gatunek po raz pierwszy zgodnie z zasadami nazewnictwa binominalnego opisał w 1758 roku szwedzki przyrodnik Karol Linneusz nadając mu nazwę Simia aethiops. Miejsce typowe według oryginalnego opisu to Etiopia (łac. Habitat in Æthiopia), uściślone do Sannaru, w Sudanie. Linneusz swój opis oparł na „Simia (æthiops)” Fredrika Hasselqvista z 1757 roku.
Ch. aethiops krzyżuje się Ch. pygerythrus w południowo-zachodniej Etiopii; nie jest jasne, czy powstałe mieszańce nie były pierwotnie opisane jako Ch. a. zavattarii. Niektórzy autorzy uznają takson matschiei z zachodnich wyżyn Etiopii za odrębny podgatunek. Sugerują, że ma grzbiet bardziej płowy do brunatnego niż typowe Ch. aethiops, a wewnętrzne strony kończyn są bardziej szare; jego ogon jest również krótszy, ze zmniejszoną kępką na końcu i zredukowanymi kępkami u nasady. Bardziej prawdopodobne jest to, że jest to jedynie populacja Ch. aethiops która rozlegle krzyżowała się z Ch. djamdjamensis. 
Autorzy Illustrated Checklist of the Mammals of the World uznają ten takson za gatunek monotypowy.

### Etymologia
- Chlorocebus: gr. χλωρος khlōros „bladozielony, żółty”; κηβος kēbos „długoogoniasta małpa”[22].
- aethiops: gr. Αιθιοψ Aithiops „Etiopczyk, czarny, poczerniały”, od αιθω aithō „palić”; ωψ ōps, ωπος ōpos „twarz”[23].

## Morfologia
Długość ciała (bez ogona) samic 30–50 cm, samców 42–60 cm, długość ogona samic 41–66 cm, samców 46–76 cm; masa ciała samic 1,5–4,9 kg, samców 3,1–6,4 kg. Ubarwienie grzbietu żółte lub oliwkowe, spód ciała biały z wyjątkiem czarnych dolnych części kończyn.

## Ekologia
Z reguły spotyka się go w pobliżu wody. Noce przesypia w gałęziach drzew lub krzewów. Żywi się owocami, liśćmi, kwiatami i owadami.
Długość ciąży wynosi 5-6 miesięcy, po tym okresie rodzi się jedno młode. Dojrzałość płciowa: Na wolności w piątym roku, w niewoli w drugim roku życia.

## Status zagrożenia
W Czerwonej księdze gatunków zagrożonych Międzynarodowej Unii Ochrony Przyrody i Jej Zasobów został zaliczony do kategorii LC (ang. least concern ‘najmniejszej troski’).